# Les Alluets-le-Roi
Les Alluets-le-Roi é uma comuna francesa, situada no departamento de Yvelines na região de Île-de-France ao norte da França.